# سان ماتيو (كانتون)
سان ماتيو (بالإسبانية: San Mateo)‏ و هو الكانتون الرابع من محافظة الأخويلا في كوستاريكا. و يغطي الكانتون مساحة 125.90 كم مربع،
كما يقارب عدد سكانه 5,643 نسمة.
و تدعى مدينته الرئيسية بـ سان ماتيو أيضاً.
تم تأسيس هذا الكانتون تشريعيا في 7 آب 1868.

## المقاطعات
يتألف الكانتون من ثلاث مقاطعات وهي :
1. سان ماتيو
2. ديسمونتيه
3. خيسوس ماريا